# Asparagus flavicaulis
Asparagus flavicaulis är en sparrisväxtart som först beskrevs av Anna Amelia Obermeyer, och fick sitt nu gällande namn av Fellingham och N.L.Mey. Asparagus flavicaulis ingår i släktet sparrisar, och familjen sparrisväxter.

## Underarter
Arten delas in i följande underarter:
- A. f. flavicaulis
- A. f. setulosus